# Lecanodiaspis brookesae
Lecanodiaspis brookesae är en insektsart som beskrevs av Howell och Kosztarab 1972. Lecanodiaspis brookesae ingår i släktet Lecanodiaspis och familjen Lecanodiaspididae. Inga underarter finns listade i Catalogue of Life.